# Grand Prix moto de Suisse 1950
Le Grand Prix moto de Suisse 1950 est la quatrième manche du Championnat du monde de vitesse moto 1950. La compétition s'est déroulée le 22 au 23 juillet 1950 sur le Circuit urbain de Genève. C'est la 20e édition du Grand Prix moto de Suisse et la 2e édition comptant pour le championnat du monde.

## Résultats des 500 cm³
| Pos | Pilote              | Moto       | Tour | Temps/Écart     | Points |
| --- | ------------------- | ---------- | ---- | --------------- | ------ |
| 1   | Leslie Graham       | AJS        | 34   | 1 h 36 min 57 s | 8      |
| 2   | Umberto Masetti     | Gilera     | 34   | +1 min 14 s     | 6      |
| 3   | Carlo Bandirola     | Gilera     | 34   | +1 min 15 s     | 4      |
| 4   | Geoff Duke          | Norton     | 34   | +1 min 44 s     | 3      |
| 5   | Harold Daniell (en) | Norton     |      |                 | 2      |
| 6   | Johnny Lockett      | Norton     |      |                 | 1      |
| 7   | Georges Cordey      | Norton     |      |                 |        |
| 8   | Reg Armstrong       | Velocette  |      |                 |        |
| 9   | Georges Houel       | Gilera     |      |                 |        |
| 10  | Nello Pagani        | Gilera     |      |                 |        |
| 11  | Albert Moule        | Norton     |      |                 |        |
| 12  | Arciso Artesiani    | MV Agusta  |      |                 |        |
| 13  | Benoît Musy         | Moto Guzzi |      |                 |        |
| 14  | Hans Haldemann      | Norton     |      |                 |        |
| 15  | Jim Swarbrick       | Norton     |      |                 |        |
| 16  | Willy Lips          | Norton     |      |                 |        |
| 17  | Denis Jenkinson     | Norton     |      |                 |        |
| 18  | Phil Heath          | Norton     |      |                 |        |

## Résultats des 350 cm³
| Pos | Pilote              | Moto      | Tour | Temps           | Points |
| --- | ------------------- | --------- | ---- | --------------- | ------ |
| 1   | Leslie Graham       | AJS       | 25   | 1 h 11 min 25 s | 8      |
| 2   | Bob Foster          | Velocette | 25   | +18 s           | 6      |
| 3   | Geoff Duke          | Norton    | 25   | +47 s           | 4      |
| 4   | Reg Armstrong       | Velocette | 25   | +1 min 04 s     | 3      |
| 5   | Ted Frend           | AJS       | 25   | +1 min 12 s     | 2      |
| 6   | Dickie Dale         | AJS       | 25   | +1 min 12 s     | 1      |
| 7   | Harry Hinton        | Norton    | 25   | +1 min 46 s     |        |
| 8   | Bill Lomas          | Velocette | 25   | +1 min 48 s     |        |
| 9   | Harold Daniell (en) | Norton    | 25   | +1 min 49 s     |        |
| 10  | Johnny Lockett      | Norton    |      |                 |        |
| 11  | Tommy Wood          | Velocette |      |                 |        |
| 12  | Syd Jensen          | AJS       |      |                 |        |
| 13  | Väinö Hollming      | AJS       |      |                 |        |
| 14  | Fergus Anderson     | AJS       |      |                 |        |
| 15  | Phil Heath          | Norton    |      |                 |        |
| 16  | Eric McPherson      | AJS       |      |                 |        |
| 17  | Ernie Thomas        | Velocette |      |                 |        |
| 18  | Heinrich Stamm      | Velocette |      |                 |        |
| 19  | Bill Beevers        | Velocette |      |                 |        |
| 20  | J. Zuber            | Norton    |      |                 |        |
| 21  | Willy Lips          | Norton    |      |                 |        |
| 22  | Arthur Wick         | AJS       |      |                 |        |

## Résultats des 250 cm³
| Pos | Pilote             | Moto       | Tour | Temps             | Points |
| --- | ------------------ | ---------- | ---- | ----------------- | ------ |
| 1   | Dario Ambrosini    | Benelli    | 21   | 1 h 01 min 48 s 2 | 8      |
| 2   | Bruno Ruffo        | Moto Guzzi | 21   | + 47 s 4          | 6      |
| 3   | Dickie Dale        | Benelli    | 21   | + 57 s 8          | 4      |
| 4   | Benoît Musy        | Moto Guzzi | 21   | +2 min 42 s 8     | 3      |
| 5   | Carlo Bellotti     | Moto Guzzi |      |                   | 2      |
| 6   | Onorato Francone   | Moto Guzzi |      |                   | 1      |
| 7   | Roberto Colombo    | Moto Guzzi |      |                   |        |
| 8   | Elio Scopigno      | Moto Guzzi |      |                   |        |
| 9   | Claudio Mastellari | Moto Guzzi |      |                   |        |

## Résultats des Sidecars
| Pos | Pilote             | Passager            | Moto   | Tour | Temps         | Points |
| --- | ------------------ | ------------------- | ------ | ---- | ------------- | ------ |
| 1   | Eric Oliver        | Lorenzo Dobelli     | Norton | 17   | 52 min 59 s 8 | 8      |
| 2   | Ercole Frigerio    | Ezio Ricotti        | Gilera | 17   | + 40 s 0      | 6      |
| 3   | Ferdinand Aubert   | René Aubert         | Norton | 17   | +2 min 34 s 8 | 4      |
| 4   | Henri Meuwly       | Pierre Dévaud       | Gilera |      |               | 3      |
| 5   | Willy Wirth        | Fred Schürtenberger | Gilera |      |               | 2      |
| 6   | Marcel Masuy       | Denis Jenkinson     | BMW    |      |               | 1      |
| 7   | Hans Haldemann     | Josef Albisser      | Norton |      |               |        |
| 8   | Heinrich Stamm     | ?                   | Norton |      |               |        |
| 9   | Edouard Hordelalay | ?                   | Norton |      |               |        |
| 10  | Fritz Mühlemann    | Marie Mühlemann     | Norton |      |               |        |